# Coliseo Toto Hernández
El Coliseo Toto Hernández es un coliseo de baloncesto, ubicado en la ciudad colombiana de Cúcuta, propiedad del Instituto de Deportes del Departamento de Norte de Santander (INDENORTE), fue inaugurado en 1953. Su nombre procede de Antonio "toto" José Hernández Mora, quien inicialmente se desempeñó como deportista y representó a Norte de Santander en el baloncesto, para luego  convertirse en piloto (segundo aviador más importante en la región después de Camilo Daza) pero al poco tiempo sufre un accidente aéreo y muere a los 24 años.
El coliseo se encuentra ubicado en el Barrio Lleras Restrepo de la Ciudad de Cúcuta y es considerado, más que un escenario, un icono de la actividad deportiva del Departamento de Norte de Santander. Es la sede de la Liga Nortesantandereana de Baloncesto y en él se escenifican los partidos del equipo profesional de baloncesto del departamento, así como las actividades de las categorías menores.

## Novedades
En el 2012, el Coliseo recibió una serie de Mejoras para los Juegos Deportivos Nacionales de Colombia con lo cual se mejoró la superficie de madera donde se realizan los encuentros deportivos, se instalaron 2 tableros electrónicos, se dotó de silletería una de las tribunas; se mejoraron los camerinos y las luminarias internas. Además, se quitaron las "mallas" que se usaban para evitar el Ingreso de espectadores a la cancha de juego. 
El escenario se habilitará después de un año y ocho meses en los que se recuperó el lugar para el disfrute de los jugadores y la afición, la administración departamental hizo una inversión de 2200 millones de pesos para la adecuación de la silletería y el mejoramiento de la cubierta. Con esta inversión, se espera que la ciudad vuelva hacer la Capital Basquetera del País como en un tiempo fue denominada.